# Geminoppia ansifera
Geminoppia ansifera är en kvalsterart som först beskrevs av Sandór Mahunka 1985.  Geminoppia ansifera ingår i släktet Geminoppia och familjen Oppiidae. Inga underarter finns listade i Catalogue of Life.